# Potkovač
Potkovač este un sat din comuna Pljevlja, Muntenegru. Conform datelor de la recensământul din 2003, localitatea are 84 de locuitori (la recensământul din 1991 erau 142 de locuitori).

## Demografie
În satul Potkovač locuiesc 82 de persoane adulte, iar vârsta medie a populației este de 58,7 de ani (56,5 la bărbați și 60,8 la femei). În localitate sunt 40 de gospodării, iar numărul mediu de membri în gospodărie este de 2,10.
Această localitate este populată majoritar de sârbi (conform recensământului din 2003).
|  |

| Demografie | Demografie | Demografie |
| An         | Locuitori  | Locuitori  |
| ---------- | ---------- | ---------- |
|            |            |            |
|            |            |            |
|            |            |            |
|            |            |            |
| 1948       | 355        |            |
| 1953       | 400        |            |
| 1961       | 442        |            |
| 1971       | 386        |            |
| 1981       | 235        |            |
| 1991       | 142        | 141        |
| 2003       | 85         | 84         |

| \| Componența etnică conform recensământului din 2003[2] \| Componența etnică conform recensământului din 2003[2] \| Componența etnică conform recensământului din 2003[2] \| Componența etnică conform recensământului din 2003[2] \| Componența etnică conform recensământului din 2003[2] \| \| ----------------------------------------------------- \| ----------------------------------------------------- \| ----------------------------------------------------- \| ----------------------------------------------------- \| ----------------------------------------------------- \| \| \| \| \| \| \| \| Sârbi \| Sârbi \| \| 71 \| 84,52% \| \| Bosniaci \| Bosniaci \| \| 7 \| 8,33% \| \| Musulmani \| Musulmani \| \| 4 \| 4,76% \| \| Muntenegreni \| Muntenegreni \| \| 2 \| 2,38% \| \| necunoscută \| necunoscută \| \| 0 \| 0% \| |              |  |    |        |
| Componența etnică conform recensământului din 2003 |              |  |    |        |
| |              |  |    |        |
| Sârbi | Sârbi        |  | 71 | 84,52% |
| Bosniaci | Bosniaci     |  | 7  | 8,33%  |
| Musulmani | Musulmani    |  | 4  | 4,76%  |
| Muntenegreni | Muntenegreni |  | 2  | 2,38%  |
| necunoscută | necunoscută  |  | 0  | 0%     |